# Robert Christopher Ndlovu

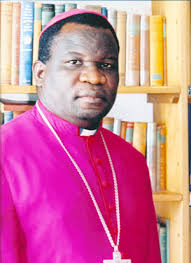
Robert Christopher Ndlovu, 2018

Robert Christopher Ndlovu (* 25. Dezember 1955 in Tshongokwe, Simbabwe) ist ein simbabwischer Geistlicher und römisch-katholischer Erzbischof von Harare.

## Leben
Robert Christopher Ndlovu empfing am 28. August 1983 durch den Bischof von Hwange, Ignacio Prieto Vega IEME, das Sakrament der Priesterweihe für das Bistum Wankie.
Am 9. Februar 1999 ernannte ihn Papst Johannes Paul II. zum Bischof von Hwange. Der emeritierte Bischof von Hwange, Ignacio Prieto Vega IEME, spendete ihm am 9. Mai desselben Jahres die Bischofsweihe; Mitkonsekratoren waren der Erzbischof von Bulawayo, Pius Alick Mvundla Ncube, und der Apostolische Pro-Nuntius in Simbabwe, Erzbischof Peter Paul Prabhu. Am 10. Juni 2004 bestellte ihn Johannes Paul II. zum Erzbischof von Harare. Die Amtseinführung erfolgte am 21. August desselben Jahres.
Vom 17. Februar 2016 bis zum 7. April 2018 war Ndlovu während der Sedisvakanz zudem Apostolischer Administrator von Chinhoyi. Zwischen 19. Juni 2022 und 9. Dezember 2023 war Apostolischer Administrator des vakanten Bistums Masvingo.